# Tirrena-Adriàtica 1989
La Tirrena-Adriàtica 1989 va ser la 24a edició de la Tirrena-Adriàtica. La cursa es va disputar en set etapes entre el 9 i el 15 de març de 1989, amb un recorregut final de 1.070,9 km.
El vencedor de la cursa fou el suís Toni Rominger (Chateau d'Ax), segon en l'edició anterior, que s'imposà a l'alemany Rolf Golz (Superconfex-Yoko) i al francès Charly Mottet (R.M.O.), segon i tercer respectivament.

## Etapes
| Etapa | Data       | Sortida/arribada                          | Km    | Vencedor d'etapa        | Líder de la general     |
| ----- | ---------- | ----------------------------------------- | ----- | ----------------------- | ----------------------- |
| 1a    | 9 de març  | Bacoli - Bacoli                           | 10,6  | Stefano Allocchio (ITA) | Stefano Allocchio (ITA) |
| 2a    | 10 de març | Bacoli - Latina                           | 215,0 | Urs Freuler (SUI)       | Urs Freuler (SUI)       |
| 3a    | 11 de març | Latina - Frosinone                        | 215,0 | Michael Wilson (AUS)    | Michael Wilson (AUS)    |
| 4a    | 12 de març | Cerro al Volturno - Atri                  | 200,0 | Erich Maechler (SUI)    | Erich Maechler (SUI)    |
| 5a    | 13 de març | Atri - Monte Urano                        | 238,0 | Rolf Golz (GER)         | Toni Rominger (SUI)     |
| 6a    | 14 de març | Grottamare - Osimo                        | 174,0 | Charly Mottet (FRA)     | Toni Rominger (SUI)     |
| 7a    | 15 de març | S. B. del Tronto - S. B. del Tronto (CRI) | 18,3  | Lech Piasecki (POL)     | Toni Rominger (SUI)     |

## Classificació general
|    | Ciclista                 | Equip            | Temps       |
| -- | ------------------------ | ---------------- | ----------- |
| 1  | Toni Rominger (SUI)      | Chateau d'Ax     | 28h 37' 50" |
| 2  | Rolf Golz (GER)          | Superconfex-Yoko | + 34"       |
| 3  | Charly Mottet (FRA)      | R.M.O.           | + 44"       |
| 4  | Jesper Skibby (DEN)      | TVM              | + 59"       |
| 5  | Michael Wilson (AUS)     | Helvetia         | + 1' 14"    |
| 6  | Greg LeMond (USA)        | AD Renting       | + 1' 40"    |
| 7  | Sean Kelly (IRL)         | PDM              | + 1' 50"    |
| 8  | Erich Maechler (SUI)     | Carrera Jeans    | + 1' 51"    |
| 9  | Rudy Dhaenens (BEL)      | PDM              | + 1' 52"    |
| 10 | Maurizio Fondriest (ITA) | Del Tongo        | + 1' 53"    |